# 켈트 기독교

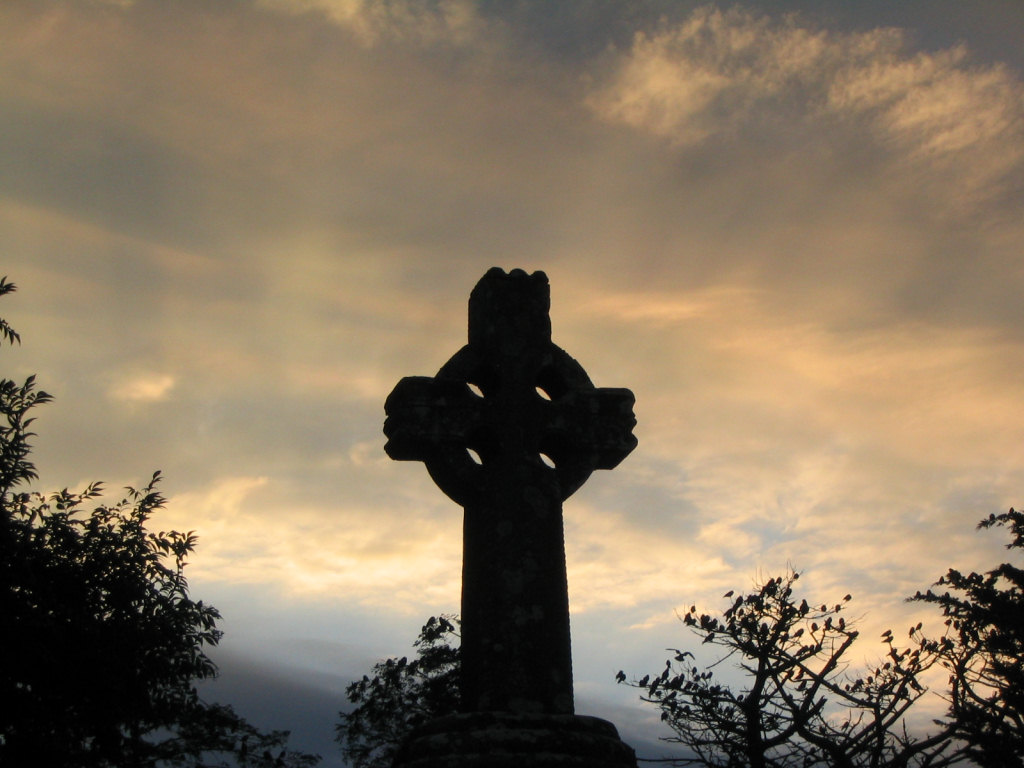
켈트 십자가.

켈트 기독교(아일랜드어: Críostaíocht 크리스티크트, 스코틀랜드 게일어: Crìosdaidheachd, 웨일스어: Cristnogaeth 크리스트노가에스, 콘월어: Kristoneth, 맨어: Credjue Creestee, 브르타뉴어: Kristeniezh, 영어: Celtic Christianity)는 중세 초기(6세기-7세기)에 켈트어권 지역에서 두드러졌던 특정한 특징의 기독교를 포괄적으로 이르는 말이다.  "켈트 기독교"라는 말은 사람마다 그 사용하는 함의가 다르다. 일각에서는 켈트인들이 로마의 라틴 교회와는 명확히 구분되는 기독교를 믿었다고 주장하는 반면, 일각에서는 그저 켈트어권에서 행해진 몇몇 특정 전례를 가리키는 용어로만 사용한다. 전자의 견해가 다수 학자들에게 기각되고는 있지만, 그럼에도 중세 초기에 아일랜드섬과 브리튼섬에서 다른 기독교 세계와는 구분되는 전통과 전례가 나타났음은 주지의 사실이다.
켈트 기독교가 로마식 기독교와 구분되는 대표적인 특징으로는 부활절의 날짜 계산(부활절 논쟁), 수도승의 삭발 스타일, 특유의 고행 시스템, "그리스도를 위한 유배"의 성행, 이런 특징은 아일랜드, 브리튼 양 도서(insular)의 교회들과 그 성도들에게서 나타나는 관습적인 것이었지, 로마와 신학적인 차이가 있었다고 말하기는 어렵다.
켈트 기독교는 각지에서 행해진 교회회의에 의해 폐기되고 로마식 기독교에 패배해 사라졌지만, 근대에 들어 켈트 기독교 복고주의(Celtic Christian Revival)가 있었다.

## 같이 보기
- 켈트 다신교
- 파파르